# Immetalia angustiplaga
Immetalia angustiplaga là một loài bướm đêm trong họ Noctuidae.